# 人種主義

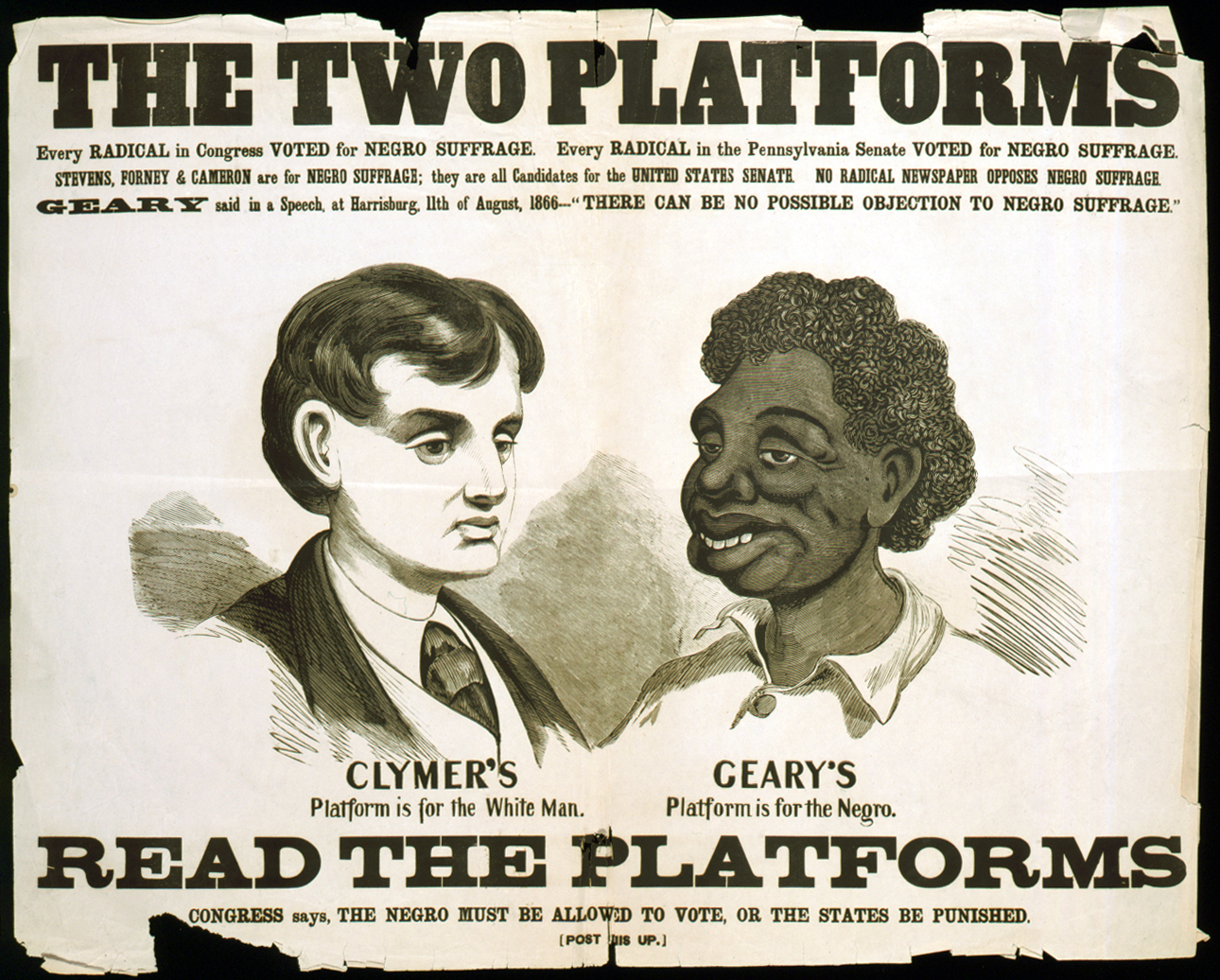
米国ペンシルベニア州の知事選挙のための人種差別的なキャンペーンポスター、1866。

第二次世界大戦中のアメリカの反日プロパガンダ。

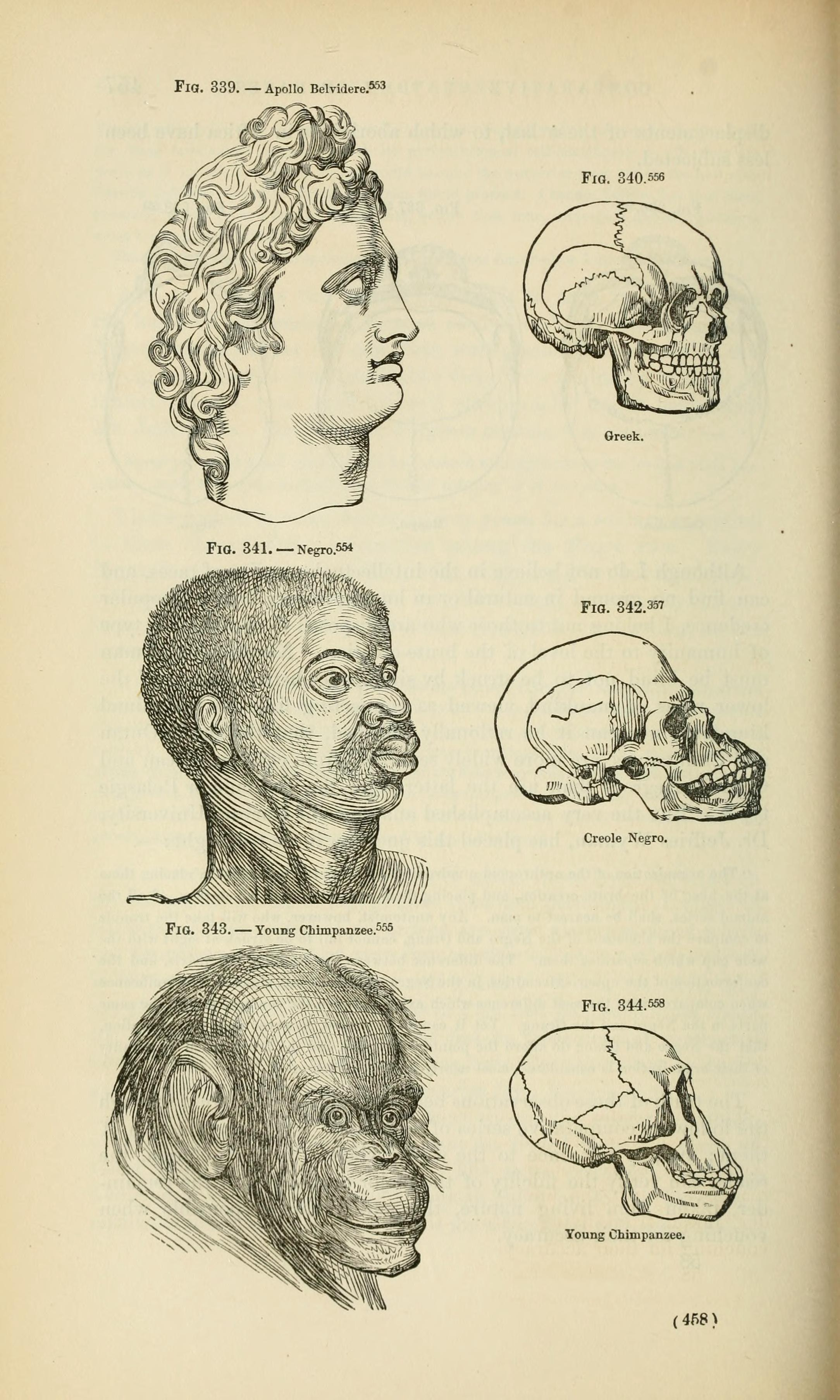
黒人はチンパンジーと同じくらい白人とは異なることを科学的に証明しようとする人種差別的なイラスト、1868。

人種主義（じんしゅしゅぎ、英語: racism、レイシズム）とは、人種間に根本的な優劣の差異があり、優等人種が劣等人種を支配するのは当然であるという思想、イデオロギー。人種主義は、身体的差異と考えられるものに結びついている点でエスノセントリズムとは異なる。

## 定義
ルース・ベネディクトは「レイシズムとは、エスニック・グループに劣っているものと優れているものがあるというドグマである」と定義している。また『人種主義の歴史』を著したカリン・プリースターは、近代以降の時代において、前近代的構造やヒエラルキーを維持するため、社会的関係を生物学化することで正当化しようとしたものであるとし、欧米における人種主義の開始を1492年のスペインからのユダヤ人追放であるとしている。人種概念はしばしば「国民」や「民族」と混同されていることが指摘されている。

## 人種主義の歴史
人間の集団間に差異があるという思想は、古代ギリシャの人々が、自らをヘレネス、他民族をバルバロイと呼んで蔑視していた事例など古くから、洋の東西を問わずに存在している。しかし人種という概念自体が歴史的に普遍的なものであるか、近代の世界中において発生したものであるかということについては議論があり、現在では後者が優勢となっている。

### 貴族主義と博物学
西洋においてこのような思想が理論付けられ始めたのは17世紀ごろのフランスにおいてであり、貴族という特権階級を正当化する目的が最初期の人種主義であった。当時の哲学者、アンリ・ド・ブーランヴィリエはその遺稿『フランス貴族について』において、当時のフランス貴族はフランク人の子孫であり、従って大多数のフランス人とは生物学的特徴（人種）が異なるとして、その優位性を説いた。ブーランヴィリエの議論には「血の純粋性」が強調されるなど、後年の人種主義理論の萌芽と見られる部分が存在する。またフランス人という民族的な帰属意識を、生物学的な特徴で分断するという点に置いて民族主義と人種主義は対立する概念となっている。
デイヴィッド・ヒュームは白人以外の黒人や黄色人種など他の人種には芸術もなく劣っていると説いた。
また18世紀になって博物学が流行し、あらゆる生物の分類が進められるようになると、人間の中にも種があると考えられるようになった。カール・フォン・リンネは人類を4つの種に分類し、その後の学者達もそれぞれに分類を行った。その中の一人ヨハン・フリードリヒ・ブルーメンバッハは、人類をコーカシアン（白色人種）、モンゴリアン（黄色人種）、エチオピアン（黒色人種）、アメリカン（赤色人種）、マラヤン（褐色人種）の5つの人種に区分した。リンネやブルーメンバッハは白人種を「最も容貌が整った」「創意性や発明の才に富む」などと評価していたが、明確な差自体は理論付けされていなかった。一方で、ウィリアム・ジョーンズによるインド＝ヨーロッパ語族の発見は、インドとヨーロッパの人種が同祖であるという「アーリアン学説」を生み出した。

### 人種主義の理論化
アルテュール・ド・ゴビノーはアーリア民族が優れているとの考えに基づき、『諸人種の不平等に関する試論』を著した。ゴビノーは人種が不平等なのは自明であり、社会構造の問題は人種によって決定づけられるとした。またヨーロッパにおいて貴族が衰退したのは人種の混淆によるものであるとした。ただしゴビノーの主張自体は当時ほとんど注目されず、埋もれた思想であった。
イギリスからドイツに移り住んだヒューストン・ステュアート・チェンバレンはゴビノーの見解を天才的と評価したものの、人種は「育種」によって優秀な人種に成長しうるとした点で異なっている。これには当時の優生学の見解も影響している。チェンバレンの著書『19世紀の基礎』はドイツでベストセラーとなり、ヴィルヘルム2世やアルフレート・ローゼンベルク、アドルフ・ヒトラーらに影響を与えた。
白人種の優秀性を唱える思想は、19世紀における帝国主義や植民地主義の正当化と容易に結びつき、その思想的支柱となった。アフリカにおいては、「文明程度の劣った植民地に近代文明を伝えることが先進諸国の責務である」といった思想の元に現地住民への一方的な支配や文化の押しつけ、現地資源の開発などが正当化された。この思想はイギリスでは「白人の責務」、フランスでは「文明化の使命」、アメリカでは「マニフェスト・デスティニー」（明白な天命）などと呼ばれていた。一方で、支配された有色人種が白人と対等になれるとは全く考えられていなかった。上記のような非白人へのヨーロッパ文明の「教化」の動きは、現地住民とのさまざまな齟齬や西洋化の遅れによって変質していき、ヨーロッパ人の文明的な「優越性」を現地住民が完全に理解し同化することは不可能であるとする人種差別的な認識が普遍的なものとなった。
こうした白人種の優秀性を唱える思想はヨーロッパに広がり、20世紀初頭にはほとんど自明のこととされていた。これには古代から西洋人に受け継がれてきた価値観や、当時台頭してきた進化論の影響が見られる。またこれらは福沢諭吉等の欧化主義者にも伝染し、自発的な白人崇拝・反アジアの動きが生まれた。1919年、日本の提案による国際連盟の規約に人種平等条項を含めるという人種的差別撤廃提案は過半数によって支持されたが、1919年のパリ講和会議では採択されなかった。1945年の国連憲章の第1条には、国連の目的として「人権および人種を区別することなくすべての人の基本的自由の尊重を促進および奨励する」ことが含まれている。ソビエト連邦のヨシフ・スターリンがポーランド人やアジア人に対して行った政策、ハリー・S・トルーマンが下した広島市と長崎市への原爆投下の決断、青年トルコ党によるアルメニア人虐殺にも自民族を優位と見なす人種主義があったという指摘がなされている。また、ドナルド・J・ムロージェクによると、第二次世界大戦期、国民的発展を図ることは危険なほど人種的優越性の神話を育成することに近いものとなっており、西洋における反日感情はその典型であるが、中国人や朝鮮人、ついには西洋民主主義諸国に対する優越に関し日本人が持っていた信念は同様のものである、という。

### 人種主義の退潮
こうした人種主義思想は、1945年のナチスドイツの崩壊によって決定的なダメージを受けた。ナチス崩壊によって明らかになったホロコーストの実態は、その虐殺の理論的基盤となった人種主義の正当性そのものを大きく損なうこととなった。さらに1950年にはユネスコから「人種に関する声明」が出され、この中で遺伝学や人類学の方面からも各民族・人種間の優劣の存在が否定されることで、科学を装った人種主義の論拠も失われた。

## 類例

### アメリカ
アメリカにおいては先住民（インディアンなど）との差異を強調して収奪を正当化する目的もあり、人種主義的見解がさかんに行われた。分類ではなく人種主義の前提としての「人種」がアメリカで創出されたという見解も存在している。南北戦争後には黒人に対する人種主義的攻撃が盛んになり、20世紀初頭の移民が制限される頃になると同じヨーロッパ系人種間の人種主義攻撃も盛んとなった。また優生学の発展がいち早く進んでいたのもアメリカであり、第一次世界大戦期にはいくつかの州で断種法が制定されたが、違憲判決が出されて失効している。
アメリカ政府の根幹を成す移民政策においても人種主義が反映された時期があった。アメリカの人種主義者で、『欧州の人種史、或いは偉大な人種の消滅』を出版して北方人種の優越（ノルディック・イデオロギー）の普及に努めていた人類学者マディソン・グラントが政府移民政策の顧問として招致された。グラントは北方人種の区域とされた北欧からの移民は無制限とし、それ以外の欧州からは移民を選別し、そしてヨーロッパ以外のアジアやアフリカからの移民は身分や能力に関係なく禁止とする規定を提案した。この提案は1924年移民法としてカルビン・クーリッジ政権で施行された。日本からの移民も禁止された事から排日移民法と呼ばれる事もあるが、前述の通り日本以外にも全ての黄色人種・黒色人種は移民が禁じられている。1924年移民法が完全に撤廃されるのは冷戦時代の1965年となる。

### ドイツ

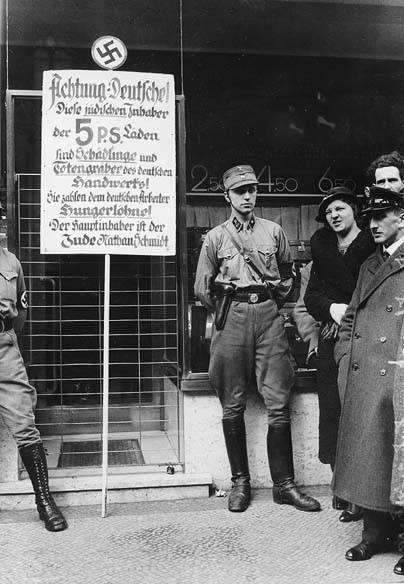
ナチスによるユダヤ系商店のボイコット、1933年。

ドイツ帝国時代からドイツにおいては、「民族至上主義的運動」（ドイツ語: Völkische Bewegung）と呼ばれるドイツ民族至上主義的思想が台頭していた。これらの中ではユダヤ人が人種であり、ドイツ民族に害毒を与えるという「反セム主義」思想も勃興していった。
第一次世界大戦の敗北後、非武装地帯とされたラインラントには連合国軍の兵士が駐留することになった（ラインラント占領）。最大規模の軍であったフランス軍には、セネガルやアルジェリア出身の黒人兵士が多数存在しており、彼らによる強姦事件が報じられるなど、ドイツ民族が「黒い汚辱」を受けているというキャンペーンが頻繁に行われていた。ヴァイマル共和政政府も黒人兵士の撤退を要求するなどこの風潮は一般的であり、独立社会民主党を除くすべての党派が同調していた。
1922年、ハンス・ギュンターによる『ドイツ民族の人種学』が出版され、大きな注目を集めた。ギュンターはこれによって人種論のスターに躍り出、後のナチズムの人種論においては最も頻繁に引用される権威となった。ギュンターの理論ではヨーロッパの白人種を4つの種に分け、そのうちの北方人種こそが最も美しい容姿を持ち、創造的才能を持つ者が多いとした。
このような状況下で台頭していったのが国家社会主義ドイツ労働者党（ナチ党）である。アドルフ・ヒトラーが「ナチズムはもっぱら人種に関する諸認識から生まれた一つの民族的政治理論である」としたように、ナチズムの最も特徴的な点が人種主義であった。ナチス・ドイツにおいてはニュルンベルク法やホロコーストを含むユダヤ人迫害などの人種主義に基づく政策が実行された。